# Roncadelle
Roncadelle ist eine norditalienische Gemeinde (comune) mit 9296 Einwohnern (Stand 31. Dezember 2023) in der Provinz Brescia in der Lombardei. Die Gemeinde liegt etwa 7 Kilometer westlich von Brescia. Das Gebiet Roncadelles wird östlich durch die Mella begrenzt.

## Verkehr
Durch die Gemeinde führt neben der Autostrada A4 (Turin-Triest) auch die Staatsstraße 11 sowie die ehemalige Staatsstraße 235 (seit 2001 Provinzialstraße).

## Gemeindepartnerschaft
Roncadelle unterhält eine Partnerschaft mit der Stadt Zavidovići in Bosnien und Herzegowina.